# جزیره بیرونی
جزیره بیرونی جزیره‌ای صخره‌ای در شمال ساحل جزیره الفنت (فیل) در جزایر شتلند جنوبی، جنوبگان است که ۴۵۰ متر طول در جهت جنوب غرب، شمال شرق و ۱۵۰ متر عرض و مساحتی برابر با ۳٫۵۹ هکتار دارد. این جزیره با گذرگاهی باریک به عرض ۷۰ متر از جزیره الفنت جدا می‌شود. این جزیره در نتیجه عقب‌نشینی کلاه یخی جزیره الفنت در آغاز سده ۲۱ شکل گرفته و به افتخار ابوریحان بیرونی نامیده شده‌است.